# Dicranomyia multispina
Dicranomyia multispina là một loài ruồi trong họ Limoniidae. Chúng phân bố ở miền Australasia.